# Pio Pellizzari

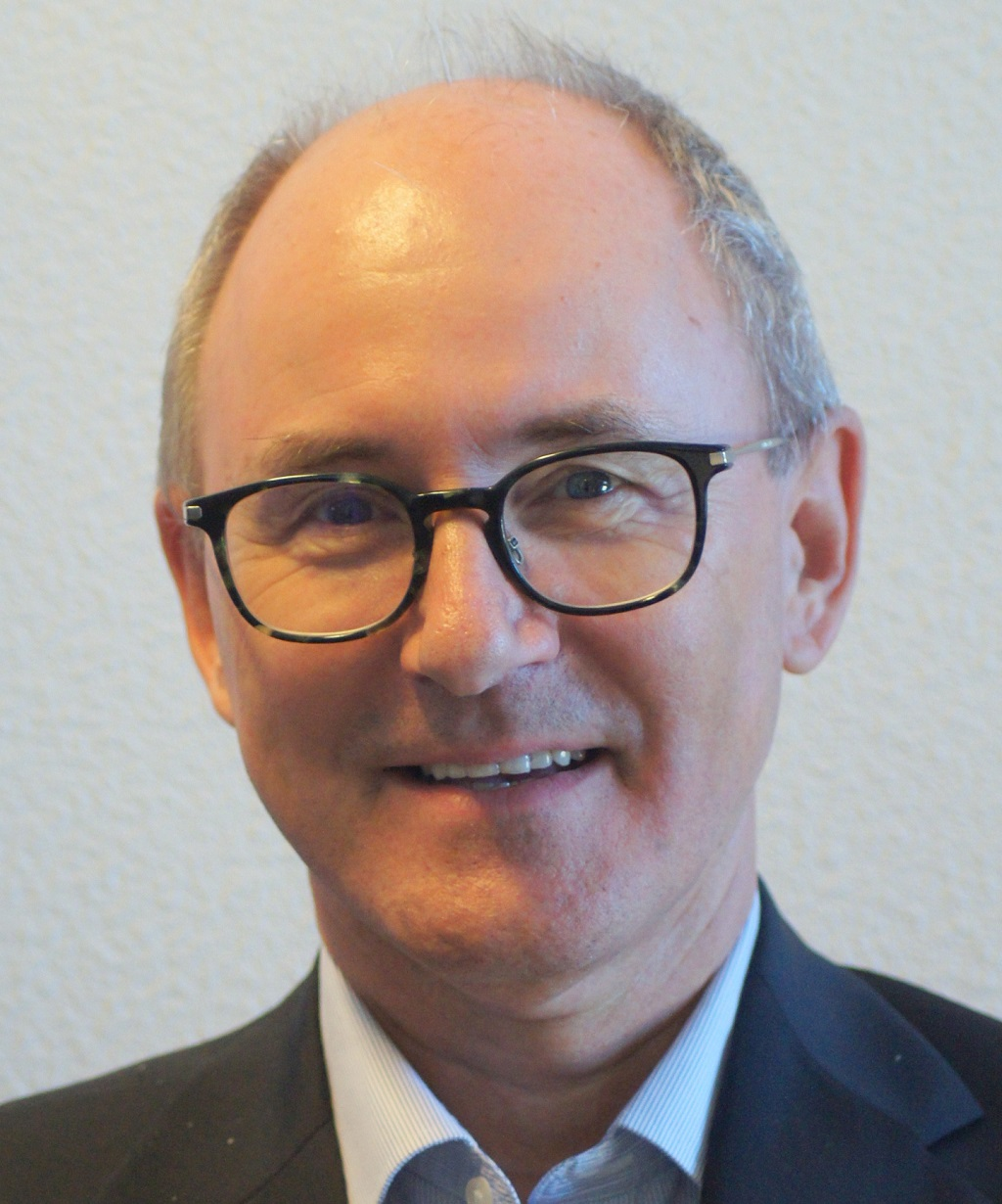
Pio Pellizzari (2019)

Pio Pellizzari (* 1954 in Rheinfelden) ist ein Schweizer Musikwissenschaftler und Bibliothekar. Er war von 1998 bis Februar 2019 Direktor der Schweizerischen Nationalphonothek und ist seit 2005 Vizepräsident der Internationalen Vereinigung der Schall- und audiovisuellen Archive (IASA).

## Werdegang
Pellizzari studierte Musikwissenschaft, Romanistik und Französische Literatur. Er war wissenschaftlicher Mitarbeiter für Musikwissenschaft an den Bibliotheken der Universitäten von Lausanne und Freiburg (Schweiz). Er erforschte das musikalische Erbe, erarbeitete Kataloge von Musikwerken und verfasste Beiträge zum Historischen Lexikon der Schweiz. Pellizzari unterrichtete Musik an der staatlichen Sekundarschule in Freiburg im Üechtland. Die Universität Zürich berief ihn 2003/2004 zum Lehrbeauftragten. Als Bibliothekar an der Universität Freiburg (Schweiz) erstellte er für diese ein Tonarchiv.
Pellizzari wurde 1998 Direktor der Schweizerischen Landesphonothek in Lugano, die 2007 in Nationalphonothek umbenannt wurde. Zum 1. März 2019 übergab er die Leitung der Nationalphonothek an Günther Giovannoni und ging in den Ruhestand. Der Führungswechsel wurde am 30. November 2018 bekanntgegeben.
Pellizzari ist seit 2005 Vizepräsident der IASA und Vorsitzender des von ihm gegründeten Aus- und Weiterbildungsausschusses. Er war von 2009 bis 2016 Vorsitzender der IASA-Ländergruppe Deutschland/Schweiz und Präsident der Sektion Svizzera italiana der Schweizerischen Musikforschenden Gesellschaft. Pellizzari gehörte bis Dezember 2018 dem Museumsrat des Schweizerischen Nationalmuseums in Zürich an. Er war langjähriges Vorstandsmitglied von Memoriav sowie mit Stand März 2019 Mitglied des Stiftungsrats folgender Stiftungen: Schweizer Tanzarchiv, Hallwyl-Stiftung und der Stiftung der RSI für das Kulturelle Erbe.

## Publikationen (Auswahl)
Beiträge
- Historisches Lexikon der Schweiz: Suchabfrage

Herausgeber
- Musicus Perfectus. Studi in onore di Luigi Ferdinando Tagliavini. „Prattico e specolativo“ nella ricorrenza del LXV. compleanno. Bologna 1995, ISBN 88-555-2325-2.